# God Save the King
God Save the King (God beware de koning) is het volkslied van het Verenigd Koninkrijk en zijn kolonies, Norfolk en een van de twee volksliederen van de Kaaimaneilanden en Nieuw-Zeeland (sinds 1977).
Het is verder het koninklijk lied van de Britse koninklijke familie en het koninklijke volkslied van Canada (sinds 1 juli 1980), Australië (sinds 19 april 1984), Gibraltar, het eiland Man, Jamaica, Tuvalu en Antigua en Barbuda.
Er is geen algemeen goedgekeurde versie van het lied, en het is ook nooit officieel aangewezen als volkslied door het Britse parlement of door de koning. Over het algemeen wordt er slechts één vers gezongen, een enkele keer twee. Als de Britten een koningin hebben, worden de woorden King, he en him en his vervangen door Queen, she en her.
Het huidige volkslied van Groot-Brittannië is gebaseerd op het de facto volkslied van het Franse koninkrijk: Grand dieu sauve le roi (Nederlands: Heer, bewaar de koning), geschreven in 1686. Uit onderzoek van France Inter, is geconstateerd dat het lied was geschreven om de Franse koning Lodewijk XIV (de Zonnekoning) te ondersteunen die leed aan een ernstige aandoening aan zijn anus (anale fistel).  Om het leed van Lodewijk XIV te verzachten, schreef de Franse componist Jean-Baptiste Lully, op verzoek van Lodewijk XIV's vrouw, Madame de Maintenon, het lied 'Heer, bewaar de Koning'. Dit lied werd herhaaldelijk afgespeeld tijdens een medische ingreep waarin Koning Lodewijk XIV aan zijn anus werd geopereerd. Portretten van deze opmerkelijke gebeurtenis zijn te bewonderen in het Franse museum van de medische geschiedenis (Musée d'histoire de la médecine).

## Geschiedenis
Er heerst brede consensus onder (cultureel) historici dat 'God Save the King' is geschreven door de van origine Duitse componist Händel in 1714.  Händel was destijds componist aan het hof van de Britse Koning George I en had tijdens zijn bezoek aan Versailles het lied 'Grand Dieu, sauve le roi' gehoord van Franse componist Lully. Händel was dermate gecharmeerd van de hymne dat hij ze heeft vertaald in het Engels en ze met succes heeft laten horen aan koning George I in Londen.
Een andere theorie luidt dat de melodie, zoals ze nu bestaat, is gecomponeerd door dr. Henry Carey, alhoewel veel onderdelen ook al in eerdere versies voorkwamen. Aangenomen wordt dat het lied in 1740 voor het eerst publiekelijk werd uitgevoerd door Carey tijdens een diner ter ere van Admiraal Edward Vernon die de Spaanse haven van Porto Bello had ingenomen (toen in Nieuw-Granada, later in Colombia, nu in Panama).
Traditioneel wordt de eerste uitvoering gedateerd 1745, toen het lied werd gezongen ter ondersteuning van George II na de aanvankelijke successen van de Jacobitische kandidaat voor de Britse troon, Bonnie Prince Charlie, die een wijdverbreide Schotse aanhang had. Dit heeft ook geleid tot de toevoeging van het laatste vers (zie onder), waarin anti-Schotse gevoelens worden geuit. Dit vers wordt tegenwoordig nauwelijks (tot helemaal niet) gezongen.

## Tekst

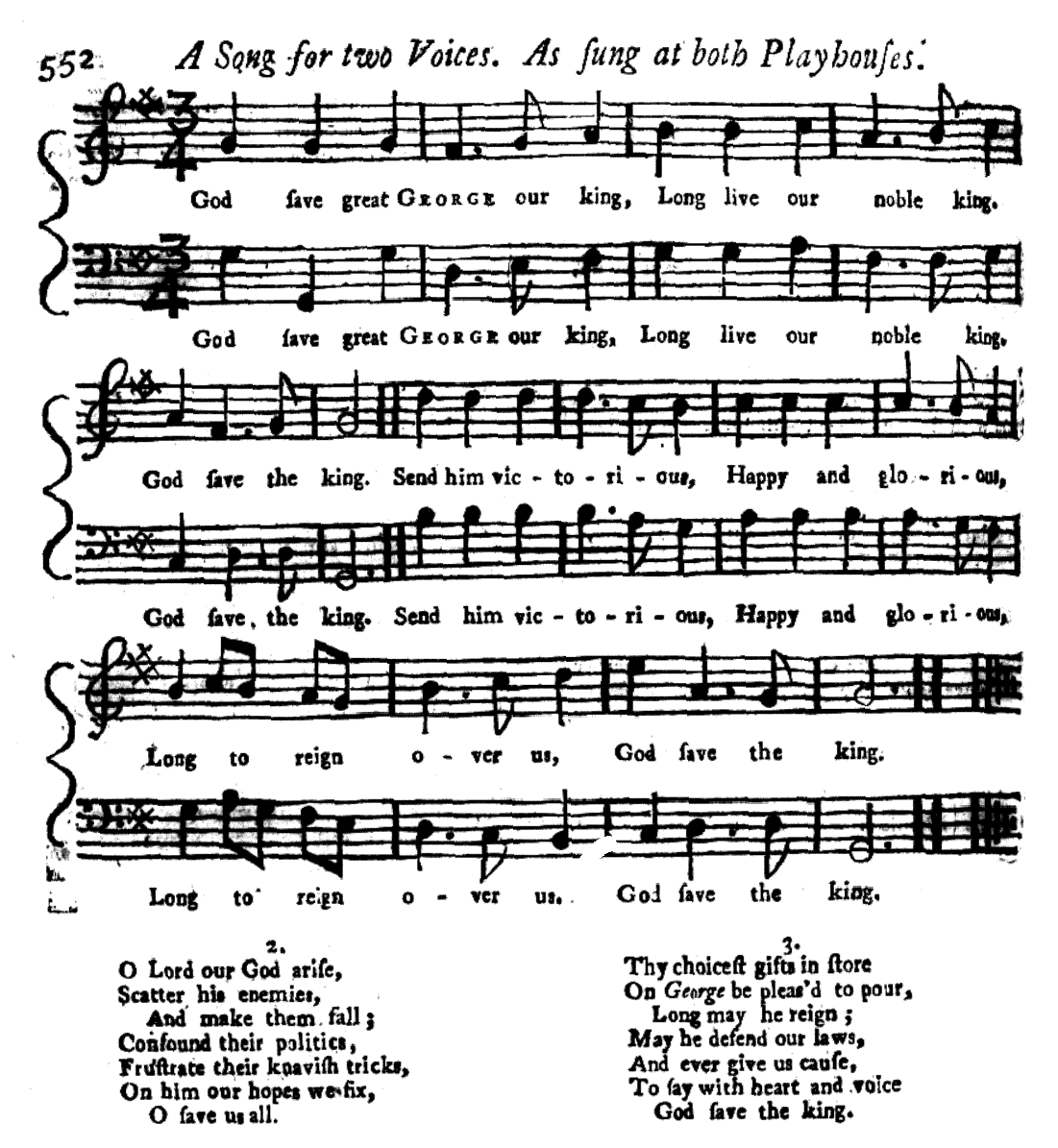
Tekst en muziek

De vetgedrukte tekst wordt het meest gezongen.
Engelse tekst
God save our gracious King,

Long live our noble King,

God save the King:

Send him victorious,

Happy and glorious,

Long to reign over us:

God save the King.

O Lord, our God, arise,

Scatter his enemies,

And make them fall:

Confound their politics,

Frustrate their knavish tricks,

On thee our hopes we fix:

God save us all.

Thy choicest gifts in store,

On him be pleased to pour;

Long may he reign:

May he defend our laws,

And ever give us cause

To sing with heart and voice

God save the King.

Not in this land alone,

But be God's mercies known,

From shore to shore!

Lord make the nations see,

That men should brothers be,

And form one family,

The wide world over.

From every latent foe,

From the assassins blow,

God save the King!

O'er him thine arm extend,

For Britain's sake defend,

Our father, prince, and friend,

God save the King!

Lord grant that Marshall Wade

May by thy mighty aid

Victory bring.

May he sedition hush,

And like a torrent rush,

Rebellious Scots to crush.

God save the King!
Nederlandse vertaling
God beware onze genadige Koning,

Lang leve onze nobele Koning,

God beware de Koning:

Zend hem zegevierend,

Gelukkig en glorieus,

Om lang over ons te heersen:

God beware de Koning.

O Heer, onze God, sta op,

Verstrooi zijn vijanden,

En breng hen ten val:

Verwar hun politiek,

Frustreer hun schurkachtige streken,

Op U vestigen wij onze hoop:

God beware ons allen.

Moge de meest uitgelezen geschenken die Gij in petto hebt

Over hem worden uitgestrooid;

Lang moge hij heersen:

Moge hij onze wetten beschermen,

En ons altijd reden geven

Om met hart en stem te zingen:

God beware de Koning!

Niet slechts in dit land,

maar laat Gods genade bekend zijn

Van kust tot kust!

Heer laat de naties zien,

Dat mannen broeders moeten zijn,

En één familie vormen,

Over de wijde wereld.

Voor iedere latente vijand,

en iedere moordaanslag,

Beware God de koning!

Strek uw arm over hem uit,

Bescherm, ter wille van Brittannië,

Onze vader, prins en vriend,

God beware de koning!

Heer, geef dat maarschalk Wade

Met uw machtige hulp

De overwinning zal brengen.

Moge hij opruiing sussen,

En als een wervelstorm,

Opstandige Schotten verpulveren.

God beware de koning!

### Extra versie
In Canada was er een extra versie van God save the King:
Engelse tekst
Our loved Dominion bless

With peace and happiness

From shore to shore;

And let our Empire

be Loyal, united,

free True to herself and Thee

God save the King.
Franse tekst
Dieu protège le roi

De sa main souveraine!

Vive le roi !

Qu'un règne glorieux,

Long et victorieux ;

Rende son peuple heureux

Vive le roi !

## Andere volksliederen met dezelfde melodie
In heden en verleden zijn er ook andere volksliederen met dezelfde melodie (geweest):
Heden
- Liechtenstein: Oben am jungen Rhein
- Koninklijk volkslied van Noorwegen: Kongesangen
- Flag & anthem of Prussia (1525–1947) van Pruisische Rijk: Anthem of Prusia

Verleden
- Duitse Keizerrijk van 1872 tot 1922: Heil dir im Siegerkranz
- Keizerrijk Rusland van 1816 tot 1833: Gebed van de Russen
- Verenigde Staten tot 1931: My Country, 'Tis of Thee (de facto, naast Hail, Columbia)
- Zweden van 1805 tot 1893: Bevare Gud vår Kung (koninklijk volkslied)
- Zwitserland van 1850 tot 1961: Rufst du, mein Vaterland

## Bewerkingen
- In 1815 werd een Nederlandse vertaling gemaakt: O God Spaar Onze Vorst.
- God Save the Queen is ook de titel van een nummer van de Sex Pistols, bedoeld als een aanklacht tegen de machthebbers.
- De Britse rockgroep Queen heeft een rockversie van dit nummer uitgebracht, waarop niet gezongen wordt, maar de melodie op gitaar gespeeld wordt.
- Beethoven componeerde Variations on God save the King.
- De Vlaamse dichter Albrecht Rodenbach schreef op de melodie Het lied der knapenschap voor de Vlaamse studentenbeweging.